# 1-ва танкова армия (Вермахт)
1-ва танкова армия (на немски: 1. Panzerarmee) е една от танковите армии на сухопътните войски на Вермахта сформирани по време на Втората световна война.

## История
Сформирана е като 1-ва танкова група на 16 ноември 1940 г. в 10-и военен окръг, Хамбург. Използваните подразделения идват от 22-ри моторизиран корпус, известен още като група „Клайст“. През април 1941 г. взема участие в бойните действия срещу Югославия (Операция 25). Преди операция Барбароса е придадена е към група армии „Юг“. Участва в битките при Уман и Киев. На 1 октомври 1941 г. формацията е преименувана в 1-ва танкова армия. През ноември преминава река Миус и води неуспешната офанзива срещу Ростов. Брани линията на река Миус до юли 1942 г. След това армията е придадена към група армии „А“, за да вземе участие в операция Еделвайс, част от битката за Кавказ. Осъществява пробив по басейна на Дон и достига Майкоп. Участва в боевете при Терек, преди да се изтегли от централен Кавказ. През февруари е включена в група армии „Дон“, а между март 1943 и март 1944 г. към група армии „Юг“. Участва в защитните боеве при Днепропетровск, Кривой рог, Никопол и Виница. През април 1944 е прехвърлена в Северна Украйна. Отстъпва през южна Полша и участва в боевете в Словакия и Бохемия. На 8 май 1945 г. се предава в района на Будвайс.

## Командири
- Генералоберст Евалд фон Клайст – 1 септември 1939 – 21 ноември 1942 г.
- Генерал от кавалерията Еберхард фон Макензен – 22 ноември 1942 – 29 октомври 1943 г.
- Генералоберст Ханс Валентин Хюбе – 29 октомври – 21 април 1944 г.
- Генерал на танковите войски Ерхард Раус – 1 май – 15 април 1944 г.
- Генералоберст Готард Хайнрици – 16 август 1944 – 19 март 1945 г.
- Генерал на танковите войски Валтер Неринг – 20 март 1945 – 3 април 1945 г.
- Генерал от пехотата Вилхелм Хасе – 4 април 1945 – 8 май 1945 г.